# Alpujarra almeriense
Alpujarra almeriense est une comarque espagnole de la province d'Almeria en Andalousie. Elle fait partie de la partie andalouse des Alpujarras. Elle est située dans la partie occidentale de la province, au nord de la Sierra de Gádor et au sud de la Sierra Nevada. Elle est traversée par le fleuve Andarax.

## Communes
Selon le catalogue élaboré par le Cabinet du Tourisme et du Sport de la Junte d'Andalousie, La comarque d'Alpujarra almeriense est composée de 22 communes.
| Commune                | Population 2014 | Surface | Densité |
| ---------------------- | --------------- | ------- | ------- |
| Alboloduy              | 642             | 70      | 9,17    |
| Alcolea                | 861             | 67      | 12,85   |
| Alhabia                | 681             | 16      | 42,56   |
| Alhama de Almería      | 3753            | 26      | 144,35  |
| Alicún                 | 239             | 6       | 39,83   |
| Almócita               | 167             | 30      | 5,57    |
| Alsodux                | 131             | 20      | 6,55    |
| Bayarcal               | 340             | 37      | 9,19    |
| Beires                 | 112             | 39      | 2,87    |
| Bentarique             | 255             | 11      | 23,18   |
| Canjáyar               | 1365            | 67      | 20,37   |
| Fondón                 | 991             | 92      | 10,77   |
| Huécija                | 525             | 19      | 27,63   |
| Íllar                  | 386             | 19      | 20,32   |
| Instinción             | 463             | 33      | 14,03   |
| Laujar de Andarax      | 1633            | 92      | 17,75   |
| Ohanes                 | 696             | 32      | 21,75   |
| Padules                | 484             | 27      | 17,93   |
| Paterna del Río        | 411             | 45      | 9,13    |
| Rágol                  | 331             | 27      | 12,26   |
| Santa Cruz de Marchena | 216             | 27      | 8       |
| Terque                 | 440             | 16      | 27,5    |
| Total                  | 15122           | 818     | 18,49   |